# Glaphyra gilvitarsis
Glaphyra gilvitarsis là một loài bọ cánh cứng trong họ Cerambycidae.